# Dobberende kwantor
Een dobberende kwantor (Eng. floating quantifier), ook wel zwevende kwantor genoemd, is een kwantor die niet zoals gewoonlijk dienstdoet als determinator, maar als bijwoord. De naamgeving is afgeleid van het feit dat deze kwantor van zijn nominale constituent is "weggedreven".
Op grond hiervan is het volgens sommige taalkundigen niet duidelijk of een zin met een kwantor die een woord of woordgroep nader bepaalt, al dan niet dezelfde structuur heeft als een zin met een dobberende kwantor.
Vergelijk de volgende twee zinnen die hetzelfde  betekenen:
- Allen hebben iets gekregen
- De leerlingen hebben elk iets gekregen.

Volgens de meeste taalkundigen hebben deze twee zinnen geen onderlinge relatie, maar volgens een door Robert Cirillo ontwikkelde alternatieve benadering die Stranding Analysis heet is in de tweede zin de kwantor elk "achtergelaten" door de bijbehorende woordgroep, De leerlingen. Dit wordt mede ondersteund door het feit dat dobberende en niet-dobberende kwantoren er vaak hetzelfde uitzien. Bovendien is het in veel talen zoals het Frans ook zo dat een dobberende kwantor (net als bijvoorbeeld een bijvoeglijk naamwoord) congrueert met het zinsdeel waar hij informatie over verschaft:
- Les enfants tous ont vu ce film → De kinderen hebben allemaal deze film gezien.